# Faraos förbannelse
Faraos förbannelse avser en påstådd förbannelse som drabbar den som stör forntida Egyptens gravar. Hot om förbannelser finns ibland inristad i gravmonument. De flesta hot om förbannelser finns på privata gravar från Gamla riket. Under Mellersta riket skrevs förbannelser på keramikskålar om hot mot de som angrep Egypten.

## Tutankhamons förbannelse
Det har växt fram en hypotes om en förbannelse med död och undergång för den som stör farao Tutankhamons vila i hans grav KV62.

### Dödsfall
Efter att Howard Carter och Lord Carnarvon i februari 1923 öppnat porten in till gravkammaren har mer än tjugo dödsfall tillskrivits Tutankhamons förbannelse:

- Lord Carnarvon, finansiär av utgrävningarna, avled 5 april 1923 efter blodförgiftning från ett infekterat myggbett.[4] Det påstås ha blivit strömavbrott i Kairo samma tidpunkt som han avled.[1]

- Lady Carter avled på grund av insektsbett 1929.[3]

- Howard Carter avled i sin säng av naturliga orsaker 2 mars 1939.[1]

- Prins Ali Kamel Fahmy Bey sköts till döds av sin fru 1923.[5]

- Sir Archibald Douglas Reid som förmodligen röntgade Tutankhamons mumie avled oförklarligt 1924.[5]

- Lee Stack, som var Sudans generalguvernör mördades i Kairo 1924.[5]

- Arthur Cruttenden Mace som var en del i utgrävningsgruppen påstås ha dött av arsenförgiftning 1928.[5]

- Richard Bethell, som var Howard Carters sekreterare, kvävdes förmodligen i sin säng 1929.[5]

- Richard Bethells far begick självmord 1930.[5]

## Naturliga förklaringar
- Det kan finnas mögel och sporer i gravar som kan orsaka sjukdomar.[1]
- Parasiter och sjukdomar som legat i dvala i gravar under lång tid kan bli mer elakartade och ge förhöjda sjukdomssymtom när de möter en ny värd.[3]